# Stizocera vanzwaluwenburgi
Stizocera vanzwaluwenburgi är en skalbaggsart som beskrevs av Fisher 1932. Stizocera vanzwaluwenburgi ingår i släktet Stizocera och familjen långhorningar. Inga underarter finns listade i Catalogue of Life.